# Wisse (Einheit)
Die Wisse, auch Faden, war ein niederländisches Volumenmaß und wurde als Holzmaß genutzt. Es war eine niederländische Kubikelle oder ein französisches Ster, also 1 Kubikmeter. Nach altem Amsterdamer  Brennholzmaß war die Wisse auch ein Vadem. 
- 1 Wisse = 29,17385 alte Pariser Kubikfuß[2]